# Daddy Birori
Daddy Birori (ur. 12 grudnia 1986 w Kinszasie) – rwandyjski piłkarz grający na pozycji napastnika w kongijskim AS Vita Club, reprezentant kraju.

## Kariera klubowa
Birori karierę klubową rozpoczął w 2008 roku w grającym w I lidze rwandyjskiej Mukura Victory Butare. W 2009 roku przeszedł do innego klubu z najwyższej ligi rwandyjskiej Atraco FC. Przyszedł do tej drużyny w celu zwiększenia siły ognia, albowiem rok wcześniej ten klub zdobył mistrzostwo Rwandy. Jednak nie udało im się obronić tytułu sprzed roku. W 2010 roku przeszedł do innego rwandyjskiego klubu, SC Kiyovu Sport. W zimie 2011 roku zdecydował się odejść z klubu do kongijskiego AS Vita Club. Wywalczył z nim mistrzostwo kraju w sezonie 2014/2015 oraz wicemistrzostwa w sezonach 2012, 2013, 2015/2016 i 2016/2017. W sezonie 2017/2018 grał w DC Motema Pembe, w sezonie 2018/2019 w angolskim Kabuscorp SC, a w sezonie 2019/2020 również w angolskim Sagrada Esperança. W 2020 wrócił do AS Vita Club. W sezonie 2021/2022 został z nim wicemistrzem kraju.

## Kariera reprezentacyjna
W reprezentacji Rwandy zadebiutował 5 listopada 2009 w przegranym 0:1 meczu el. do MŚ 2010 wchodząc z ławki przeciwko reprezentacji Egiptu. Pierwszego gola w reprezentacji Rwandy strzelił w 2010 roku w jednym z meczów towarzyskich. Obecnie jest jednym z najważniejszych napastników w reprezentacji Rwandy. Od 2009 do 2014 Birori strzelił 5 goli w 18 meczach dla reprezentacji Rwandy.